# Little Totara (rivière)
La  rivière  Little Totara  (en anglais : Little Totara River) est  un cours d'eau du nord-ouest de l’Île du Sud de la Nouvelle-Zélande.

## Géographie
Elle prend naissance sur les pentes du  ‘Mont Euclid’ dans la chaîne de Paparoa, s’écoulant vers le nord-ouest à sa confluence avec le fleuve Totara sur l’embouchure de cette dernière  dans la Mer de Tasman à sept kilomètres au nord de la ville de Charleston.
Elle fut désignée comme zone protégée au niveau national en 1987par le  Département de la Conservation de la Nouvelle-Zélande.
(en) Land Information New Zealand, « détail emplacement: Little Totara (rivière) », sur New Zealand Gazetteer (consulté le 12 juillet 2009)